# 石黑千尋
石黑千尋（日语：石黒 千尋，1月24日—），日本女性配音員。出身於北海道夕張市。B型血。
現在是個人事務所「！」代表（2019年6月30日成立），原屬Office Anemone，2010年12月以前經歷青二Production Junior（見習生）。

## 人物
興趣有玩圖版遊戲、網路遊戲、芳香療法。特長是模仿（如狗的鳴叫聲）。
為人熟知作品是幫Vocaloid虛擬歌手「結月緣」進行聲源提供。並以網路直播（YouTube和niconico）展開遊戲實況直播的活動。

## 演出
粗體字表示主要角色。

### 電視動畫
2007年
- 守護甜心！（2007年－2009年，、女學生）2系列

2008年
- 星新一極短篇小說（日语：星新一ショートショート）（花子、男孩子 等）

2009年
- 動物偵探奇魯米（2009年－2010年，櫻庭弘之、粟飯原由香里、女大學生）
- 怪談餐館（2009年－2010年，少年、男孩子、A君）
- 川之光（小老鼠）
- 戰場女武神（幼少時期的蘿姬）
- 來自偵探X的挑戰書！ 鞋子中的死屍（日语：探偵Xからの挑戦状!）（史泰拉·鮑威爾）
- 洋葱和尚朝太郎（日语：ねぎぼうずのあさたろう）（男孩子）
- ONE PIECE（2009年－2010年，少年、客）

2010年
- 七龍珠改（通話女性的聲音）

2015年
- 流浪神差 ARAGOTO（弁財天、神器B）
- 女武神驅動 -美人魚-（首領、牛島、少女）
- 百合熊風暴（侍女3）

2018年
- Happy Sugar Life（女性廣播）
- 只要別西卜大小姐喜歡就好（情侶女性）

2021年
- 鬥神姬（阿比蓋爾·羅德斯）

### 電影動畫
2009年
- ONE PIECE FILM STRONG WORLD

2016年
- 記憶沉睡的孩子奔向天空的搖籃

2025年
- 後朝之花雪（小濱[2]）

### 遊戲
2009年
- 魔女之路。（日语：魔女になる。）（畢伊、艾菲、森林魔物）
- 人中之龍3
- 變身公主 舞動手指公主變身！（雪森蘋果）
- Lucian Bee's RESURRECTION SUPERNOVA（日语：Lucian Bee's RESURRECTION SUPERNOVA）（菲、桃）

2010年
- Angelic Crest（莉莎）
- STORM LOVER（日语：STORM LOVER）
- 戰場女武神2 加利亞王立士官學校（諾艾爾·維洛克、米休麗特）
- 幻想傳奇 變裝迷宮X（米莉）
- 皇家新娘稜鏡物語（日语：マリッジロワイヤル）

2011年
- 時空幻境 世界傳奇 光明神話3（日语：テイルズ オブ ザ ワールド レディアント マイソロジー3）（英雄的配音）
- 瑪奇英雄傳（艾瑞莎）

2013年
- 女友伴身邊（前田彩賀[3]）
- CONCEPTIONII 七星的引導與瑪祖爾的惡夢（日语：CONCEPTIONII 七星の導きとマズルの悪夢）（菲奈[4]）
- 妖精劍士f

2014年
- IDOL-RISM（日语：アイドリズム）（大佛涼花[5]）
- 我家公主最可愛（乾酪公主 ）
- 絕對絕望少女 槍彈辯駁 Another Episode（葉隠浩子[6]）

2015年
- 憂世之志士（日语：憂世ノ志士・憂世ノ浪士）（登勢[7]）
- 憂世之浪士（登勢[8]）
- 練愛球園！（雷土玲、柊木梅[9]）
- 魔法氣泡!! Quest（日语：ぷよぷよ!!クエスト）（金吉達、魅魔[10]、艾爾瑪[11]）

2016年
- （張郃[12]）
- 學園夢幻祭（日语：あんさんぶるガールズ!）（御影霞[13]）
- 逆轉奧賽羅尼亞（ヒアソフィア）
- 忍者夢魘（[14]）
- 創世（[15]）

2017年
- GE 王者之劍R（日语：グラナド・エスパダ）（艾琳、盧比安娜[16]）

2018年
- Sdorica -sunset-（諾瓦·卡潘特）

2019年
- 問答RPG 魔法使與黑貓維茲（イノジョ）
- 怪物彈珠（炮烙之狐[17]）
- Merry Garland（[18]）
- 初音島4（十河泉[19]）
- 第六獵兵[20]

2020年
- （阿爾米亞·賽丁）

### 廣播劇CD
- MM一族（石動美緒）
- DearGirl ～Stories～ 響～響特訓大作戰！Gachi de只有聲音體驗版（坂下泉）
- 眾神中的貓神 廣播劇CD（御庭番衆）
- 角色廣播劇CD 「女神異聞錄3」 vol.2（球場&院內廣播）
- Lucian Bee's（日语：Lucian Bee's RESURRECTION SUPERNOVA） 廣播劇CD 超新星☆大爆走CRAZYSUPERNOVA -銀河系偶像ROMANXIA No.1決定戰!?-（菲）

### 廣播劇
- 青山二丁目劇場（日语：青山二丁目劇場）
  - 文字通時間挨
  - ！（夢子）
  - 他的寵物（山田里沙）

### 外語配音

#### 電影／電視影集
| 作品年份 | 作品名稱               | 配演角色       | 演員   | 媒介         |
| -------- | ---------------------- | -------------- | ------ | ------------ |
| 2011     | 妙女神探 (第2季)       | －             | －     | WOWOW版      |
| 2014     | 交響情人夢             | 李丹雅         | 鄭星雅 | 富士電視台版 |
| 2015     | 福爾摩斯與華生 (第3季) | Early Neumeier | －     | WOWOW版      |

### 音樂作品
- 戰場女武神 SONG COLLECTION
- 變身公主 舞動手指公主變身！ 出道歌曲精選（Lilpri名義）

### 廣播節目
- （2009年4月21日－8月16日）

### 其它
- 和風總本家（日语：和風総本家）（節目中幫外國人進行日語配音）
- 结月緣（VOCALOID、VOICEROID）
- 聲優閒談
- X Maiden（日语：エクスメイデン）（負責動態捕捉）
- （旁白）
- 遊戲實況神（GOD） 第92回（2017年10月13日，niconico直播『遊戲實況天國』）
- 太鼓達人
  - TABANEITO
  - 擁有手中庭園的少女
  - Ghost Mask feat結月ゆかり&石黑千尋

## 外部連結
- 石黒千尋｜Office Anemone （页面存档备份，存于） （日語）
- 石黑千尋的官方個人部落格 （页面存档备份，存于） （日語）
- 石黑千尋的X（前Twitter） （日語）